# 안드레 슈베르트
안드레 슈베르트 (André Schubert, 1971년 7월 24일 ~ )는 독일의 전 축구 선수이자 현 축구 감독으로, 2015년 9월 성적 부진을 이유로 경질된 뤼시앵 파브르를 대신하여 보루시아 묀헨글라트바흐의 임시 감독이 되었고, 팀이 상상 이상의 성적을 내자 2015년 11월 묀헨글라트바흐는 그를 정식 감독으로 임명하였다.